# Giochi per il mio computer
Giochi per il mio computer (conosciuta anche con la sigla GMC) è stata una rivista italiana che si occupava di videogiochi per PC e di tutto ciò che concerne questo argomento. Uscì con cadenza mensile tra il 1997 e il 2012.

## Storia
Nacque nel maggio del 1997 dalla scissione delle riviste Zeta-Giochi per computer in due riviste separate (la prima redazione era formata da redattori usciti dallo Studio Vit, che in seguito continuò a pubblicare la rivista Zeta, ed il primo capo-redattore fu Andrea Minini Saldini, che in precedenza aveva ricoperto lo stesso ruolo nella rivista Zeta sin dalla propria nascita).
Nel corso degli anni la rivista cambiò più volte casa editrice. In origine veniva pubblicata dalla Il Mio Castello Editore S.p.A., e nell'autunno del 2000 passò (insieme alle altre testate della casa) sotto la Future Media Italy S.p.A. La rivista, dal numero 127 (marzo 2007), venne pubblicata dalla Sprea Editori S.p.A.
La rivista festeggiò il 100º numero nel febbraio 2005. Il numero 196 (agosto-settembre 2012) fu l'ultimo della rivista.

## Contenuto e struttura
La struttura del mensile, che si mantenne invariata per anni, si suddivideva in 8 parti fondamentali:
- l'editoriale, che trattava argomenti di discussione riguardanti il mondo dei videogiochi;
- le rubriche della posta dai lettori;
- le anteprime dei videogiochi più attesi;
- le recensioni;
- la parte dedicata all'hardware, che comprendeva anche una sezione dedicata alla risoluzione dei problemi dei lettori;
- il "next level", una sezione dedicata alle mod, ai giochi gratuiti e in particolare alle idee considerate degne di interesse;
- la guida per il gioco completo allegato;
- i "titoli di coda".

### Sezioni della rivista
GMC EditorialeBreve descrizione di quello che presenterà la rivista e di vari argomenti sul mondo del PC e videoludico. A cura di Paolo Paglianti.
La Posta in GiocoLe lettere di discussione su problemi, curiosità e argomenti sul PC e giochi. Presenta brevi pezzi del forum della rivista.
L'Angolo di MBFIl posto per discutere sulla parte psicologica e filosofica, e sul "giusto e sbagliato" dei giochi. A cura di Matteo Bittanti.

## Versioni
Assieme alla rivista normale, GMC metteva in vendita ogni mese una versione identica della rivista, a prezzo più basso. L'unica differenza era la copertina e il gioco allegato.
Ogni due mesi usciva uno speciale relativo ad un genere di videogioco: RPG, FPS, RTS e così via. Nei primi anni duemila furono anche pubblicate diverse raccolte di vecchi numeri (solitamente tre) con i relativi giochi allegati.

## Elenco uscite
|      | Gen | Feb | Mar | Apr | Mag | Giu | Lug | Ago | Set | Ott | Nov | Dic | Natale |
| ---- | --- | --- | --- | --- | --- | --- | --- | --- | --- | --- | --- | --- | ------ |
| 1997 | -   | -   | -   | -   | 1   | 2   | 3   | 4   | 5   | 6   | 7   | 8   | -      |
| 1998 | 9   | 10  | 11  | 12  | 13  | 14  | 15  | 16  | 17  | 18  | 19  | 20  | -      |
| 1999 | 21  | 22  | 23  | 24  | 25  | 26  | 27  | 28  | 29  | 30  | 31  | 32  | 33     |
| 2000 | 34  | 35  | 36  | 37  | 38  | 39  | 40  | 41  | 42  | 43  | 44  | 45  | 46     |
| 2001 | 47  | 48  | 49  | 50  | 51  | 52  | 53  | 54  | 55  | 56  | 57  | 58  | 59     |
| 2002 | 60  | 61  | 62  | 63  | 64  | 65  | 66  | 67  | 68  | 69  | 70  | 71  | 72     |
| 2003 | 73  | 74  | 75  | 76  | 77  | 78  | 79  | 80  | 81  | 82  | 83  | 84  | 85     |
| 2004 | 86  | 87  | 88  | 89  | 90  | 91  | 92  | 93  | 94  | 95  | 96  | 97  | 98     |
| 2005 | 99  | 100 | 101 | 102 | 103 | 104 | 105 | 106 | 107 | 108 | 109 | 110 | 111    |
| 2006 | 112 | 113 | 114 | 115 | 116 | 117 | 118 | 119 | 120 | 121 | 122 | 123 | 124    |
| 2007 | 125 | 126 | 127 | 128 | 129 | 130 | 131 | 132 | 133 | 134 | 135 | 136 | 137    |
| 2008 | 138 | 139 | 140 | 141 | 142 | 143 | 144 | 145 | 146 | 147 | 148 | 149 | 150    |
| 2009 | 151 | 152 | 153 | 154 | 155 | 156 | 157 | 158 | 159 | 160 | 161 | 162 | 163    |
| 2010 | 164 | 165 | 166 | 167 | 168 | 169 | 170 | 171 | 172 | 173 | 174 | 175 | 176    |
| 2011 | 177 | 178 | 179 | 180 | 181 | 182 | 183 | 184 | 185 | 186 | 187 | 188 | -      |
| 2012 | 189 | 190 | 191 | 192 | 193 | 194 | 195 | 196 | 196 | -   | -   | -   | -      |